# ستيرنا (إفروس)
ستيرنا (Στέρνα) هي بلدة في إفروس في مقاطعة فوريا إلادا في اليونان.